# Agosta-Klasse (1934)
Die Agosta-Klasse war eine U-Boot-Schiffsklasse der französischen Marine. In der damaligen französischen Typklassifikation handelte es sich um Boote der Klasse 1. Zwischen 1931 und 1939 wurden auf zwei Werften sechs Boote gebaut. Die Boote der Agosta-Klasse wurden im Zweiten Weltkrieg sowohl von der vichyfranzösischen als auch der freifranzösischen Marine eingesetzt.

## Konstruktive Merkmale
Siehe auch: Konstruktive Merkmale des 1500-Tonnen-Typs
Die Agosta-Klasse war die dritte und letzte Baugruppe des 1500-Tonnen-Typs. Der Hauptunterschied zwischen den drei Baugruppen dieser 1922 entworfenen Konstruktion bestand in der Größe und Leistung des Dieselantriebes. Die Boote der Agosta-Klasse besaßen zwei Dieselmotoren mit einer Gesamtleistung von 8.600 PS (6.413 kW) und erreichten eine Überwassergeschwindigkeit von 20 kn (37 km/h) und waren mithin die schnellsten Boote des 1500-Tonnen-Typs.

## Einsatzgeschichte
Siehe auch: Einsatzgeschichte des 1500-Tonnen-Typs
Als im Juni 1940 die Wehrmacht begann, die französischen Atlantikhäfen zu besetzen, befanden sich die zwei Boote Agosta und Ouessant zur Überholung in Brest. Die Boote konnten nicht mehr auslaufen und wurden von den eigenen Besatzungen zerstört, um einen Zugriff durch die Kriegsmarine zu verhindern. Im September 1940 versuchten die Briten mit der Operation Menace eine Besetzung Dakars. Während der versuchten Invasion konnte die Bévéziers das britische Schlachtschiff Resolution torpedieren und beschädigen.
Im Dezember 1940 ging ein weiteres Boot verloren. Das deutsche U-Boot U 37 torpedierte irrtümlich die Sfax vor Tarfaya.
Im Mai 1942 besetzten die Briten die unter vichyfranzösischer Kontrolle stehende Kolonie Madagaskar (Operation Ironclad). Die Bévéziers wurde bei Beginn des Angriffes im Hafen von Diego Suarez durch britische Trägerflugzeuge versenkt.
Im November 1942 führten die Alliierten mit der Operation Torch eine strategische Landung in Französisch-Nordafrika durch. Während der Kampfhandlungen wurde die Sidi Ferruch von US-amerikanischen Flugzeugen vor Casablanca versenkt.
Infolge der alliierten Invasion in Nordafrika besetzten deutsche Einheiten Südfrankreich, weshalb sich in Toulon die Reste der französischen Flotte selbstversenkten. Das letzte verbliebene U-Boot der Agosta-Klasse war die Casabianca. Das U-Boot befand sich im November 1942 in Toulon. Im Gegensatz zu den meisten anderen französischen Kriegsschiffen brach das U-Boot aus und schlug sich nach Algier durch, wo es sich den dortigen französischen Streitkräften anschloss. Das U-Boot diente später dem britischen Secret Service und lieferte der Résistance Nachschub.
Die Casabianca war das einzige Boot der Agosta-Klasse, das den Krieg überstand. Das U-Boot wurde 1952 aus dem französischen Flottenregister gestrichen.

## Einheiten
| Kennung | Name         | Bauwerft                             | Kiellegung      | Stapellauf        | Indienststellung  | Verbleib |
| ------- | ------------ | ------------------------------------ | --------------- | ----------------- | ----------------- | --- |
| Q 178   | Agosta       | Arsenal de Cherbourg                 | 2. Februar 1931 | 30. März 1934     | 1. Februar 1937   | Am 18. Juni 1940 in Brest selbstversenkt |
| Q 179   | Bévéziers    | Arsenal de Cherbourg                 | 4. Januar 1932  | 14. Oktober 1935  | 4. Juni 1937      | Am 5. Mai 1942 im Hafen von Diego Suarez (Madagaskar) von Flugzeugen der britischen Flugzeugen versenkt, im April 1943 von den Alliierten gehoben, aber nicht repariert, am 26. Dezember 1946 gestrichen |
| Q 180   | Ouessant     | Arsenal de Cherbourg                 | 30. Januar 1932 | 30. November 1936 | 1. Januar 1939    | Am 18. Juni 1940 in Brest selbstversenkt |
| Q 181   | Sidi Ferruch | Arsenal de Cherbourg                 | 30. Januar 1932 | 9. Juli 1937      | 1. Januar 1939    | Am 11. November 1942 von Flugzeugen des US-amerikanischen Flugzeugen vor Casablanca versenkt |
| Q 182   | Sfax         | At. & Ch. de la Loire, Saint-Nazaire | 28. Juli 1931   | 6. Dezember 1934  | 7. September 1936 | Am 19. Dezember 1940 vor Tarfaya, (Marokko) von dem deutschen U-Boot U 37 irrtümlich versenkt |
| Q 183   | Casabianca   | At. & Ch. de la Loire, Saint-Nazaire | 28. Juli 1931   | 2. Februar 1935   | 1. Januar 1937    | Am 27. November 1942 aus Toulon geflüchtet, schloss sich den Alliierten in Algier an, am 12. Februar 1952 gestrichen.                                                                                    |